# السنافر (مسلسل)
السنافر (بالإنجليزية: The Smurfs)‏ هو مسلسل رسوم متحركة أمريكي، أنتج سنة 1981 من قبل شركة هانا-باربيرا، وبني على القصص المصورة السنافر (بالفرنسية: Les Schtroumpfs)‏ البلجيكي للمؤلف بييو وبث في حوالي 256 حلقة، وحوى اجمالا 421 قصة، وكانت مدة عرض كل حلقة 22 دقيقة.
تمت دبلجة المسلسل للغات عدة بينها اللغة العربية من إنتاج لبناني وبثت تلك النسخة في الثمانينيات والتسعينيات في معظم القنوات التلفزيونية العربية. وتم حديثاً في لبنان إعادة دبلجته للعربية وهو يعرض على قناة كرتون نتورك بالعربية.
وقد تم إنتاج فيلمين عامي 2012 و2014 بصيغة 3D عرضا في دور السينما في معظم الدول.

## الأصوات العربية

### نسخةإستوديو لبنان والمشرق
- عبد الكريم عمر - بابا سنفور (الصوت الأول)، سنفور كسول (الصوت الأول)
- سمير معلوف - سنفور مفكر، غضبان
- سميرة بارودي - سنفور غبي، مرعوش، سنفور مغرور، شندوخة
- إيلي ضاهر - بابا سنفور (الصوت الثاني)، سنفور كسول (الصوت الثاني)
- جوزيف نانو - شرشبيل
- سمارة نهرا - سنفورة
- إلفيرا يونس - سنفور مازح، سنفور شاعر، عازف، حالم، الراوية في شارة البداية
- إدوار الهاشم - سنفور مغرور
- عمر الشماع - سنفور قوي (الصوت الأول)
- مادلين طبر - رسام، وسخ، خدوم
- وليم عتيق - سنفور شاطر (الصوت الثاني)، سنفور دلول
- طوني يونس - سنفور قوي (الصوت الثاني)
- يوسف فخري - سنفور مغرور
- علاء احمدرشاد - سنفور قذر وعازف وفلورا بيل

### نسخةفيلملي
- وفاء طربيه
- سمير شمص
- سمير معلوف
- سمارة نهرا
- ألسي فرنينة (مدرجة باسم السي فرنيني)
- مارسيل مارينا
- صبحي عيط
- إسماعيل نعنوع (مدرجة باسم إسماعيل نعنوع)
- نوال حجازي
- أسعد رشدان
- زينة ملكي
- غسان سالم
- كاتيا أبو دامس (مدرجة باسم كاتيا أبو دامس)
- ديانا إبراهيم (مدرجة باسم ديانا إبراهيم)
- جهاد الأندري (مدرجة باسم جهاد الاندري)
- ميرنا مكرزل (مدرجة باسم ميرنا مكزل)
- أنطوانيت عقيقي (مدرجة باسم انطوانيت عقيقي)
- شربل زيادة (مدرجة باسم شربل زياده)
- بيير داغر (مدرجة باسم بيار داغر)

### نسخةإيمدج برودكشن هاوس
- سمير شمص - بابا سنفور
- إسماعيل نعنوع - شرشبيل
- عبدو حكيم - سنفور غبي، سنفور حالم، الملك جيرالد
- بيان أبو شقرا - سنفور مفكر، سنفور مغرور، هلهول
- سهير ناصر الدين - سنفورة
- حسان حمدان - سنفور قوي، سنفور مازح، سنفور كسلان، الجنى اللئيم
- سعد حمدان - سنفور أكول، سنفور غضبان، سنفور رسام، بابا الوقت، باجوق جائع
- ريتشارد ياني - سنفور شاطر، سنفور شاعر، سنفور منسجم، سنفور مستقوى، سنفور طبيعى
- سيلينا شويري - الأم الطبيعة، جعلوكة
- حسن مهدي - سنفور قذر، سنفور ضعيف، سنفور ملاحق، سنفور فضولى
- رالين داغر - سنفور خائف
- زينة ضاهر
- جيهان ملا - بيرى وينكل
- إبراهيم ماضي - سنفور خياط، دكتور تشارلاتان
- شربل أيوب

### الدبلجةمركز الزهرة
- مروان فرحات - بابا سنفور، سنفور شاطر

- محمد خير أبو حسون - شرشبيل
- عادل أبو حسون - سنفور غبي، سنفور غضبان
- رأفت بازو - سنفور حالم، سنفور مازح
- مروان أبو شاهين - الملك جيرالد
- خلدون قاروط - سنفور مفكر
- يحيى الكفري - سنفور مغرور
- رغدة الخطيب - هلهول، سنفورة
- إياس أبو غزالة - سنفور قوي
- جاك دانيو - سنفور كسلان، سنفور شاعر
- هيثم عساف - سنفور أكول
- جمال نصار - سنفور رسام
- محمد خير عليوي - بابا الوقت
- سمر كوكش - الأم الطبيعة
- أنجي اليوسف - جعلوكة
- محمد حداقي - سنفور قذر
- أمل عمران - سنفور خائف

## وصلات خارجية
- السنافر على موقع IMDb (الإنجليزية)
- السنافر على موقع ميتاكريتيك (الإنجليزية)
- السنافر على موقع روتن توميتوز (الإنجليزية)
- السنافر على موقع نتفليكس (الإنجليزية)
- السنافر على موقع كينوبويسك (الروسية)
- السنافر على موقع ألو سيني (الفرنسية)
- السنافر على موقع قاعدة بيانات الفيلم (الإنجليزية)

- The Smurfs at Big Cartoon DataBase
- The Smurfs at mushroomvillage.com